# Madrigal du Trecento
Pour les articles homonymes, voir Madrigal (homonymie).
Le madrigal est une forme de musique ancienne du Trecento essentiellement en Italie. La période d'épanouissement de ce style musical correspond aux années de 1300 à 1370, avec une courte reprise autour de 1400. Elle n'a pas de rapport avec le madrigal apparu au XVIe siècle, vers 1520.
C'est Francesco da Barberino qui introduit vers 1313 le terme de Matricale pour définir un genre fruste et sans règles. Étymologiquement, le terme vient de Cantus matricalis (« chant en langue maternelle »).

## Description
L'origine est obscure et fait l'objet de débats. Selon les uns, il s'agit d'une longue mutation du conduit de l'Ars antiqua ; selon d'autres, la forme dérive de la monodie profane. Les premiers madrigaux connus ont été composés entre 1332 et 1337 par les anonymes du Codex Rossi. Les ornementations de la voix supérieure sont improvisées au-dessus d'une structure simple. Les textes sont d'inspiration pastorale, mais avec une certaine finesse dans la conception. Ultérieurement les thèmes plus sérieux prévaudront : amoureux, méditatifs, politiques ou héraldiques.
Sur le plan métrique, le madrigal est constitué de 2 à 4 terzetti (tercets ou groupes de trois vers) suivi d'un ritornello (refrain terminal d'un ou deux vers). Sur le plan musical, le madrigal comporte trois phrases différentes (une pour chaque vers), reprises dans chaque tercet et une section différente pour le refrain. Le cantus est très orné avec des mélismes en fin de phrase alors que le ténor a une fonction de soutien rythmique et tonal.
Le madrigal est à l'origine écrit pour 2 voix. Dans sa forme tardive, une troisième voix enrichit parfois le contrepoint. La doublure par un instrument est peu à peu admise. Toutefois le madrigal reste une forme réservée qui se pratique entre musiciens. Elle n'acquerra jamais une réelle popularité en dehors du cercle étroit des connaisseurs. Elle s'effacera devant la Caccia (« chasse ») ou la Ballata (« danse »).

## Principaux compositeurs
- Jacopo da Bologna
- Giovanni da Cascia
- Vincenzo da Rimini
- Maestro Piero
- Gherardello da Firenze
- Lorenzo da Firenze
- Niccolò da Perugia
- Francesco Landini
- Donato da Cascia
- Paolo da Firenze
- Johannes Ciconia (résurgence tardive)